# Blikanasaurus
Blikanasaurus là một chi khủng long, được Galton & van Heerden mô tả khoa học năm 1985.